# 艾塞克斯 (麻薩諸塞州)
艾塞克斯（英語：Essex）是一個位於美國麻薩諸塞州艾塞克斯縣的鎮。

## 人口
根據2020年美國人口普查的數據，艾塞克斯的面積為41.30平方千米，當中陸地面積為36.50平方千米，而水域面積為5.10平方千米。當地共有人口3675人，而人口密度為每平方千米89人。